# 索泮
索泮（？—385年），字德林，十六国敦煌郡（今甘肃省敦煌市西）人。
索泮世代为地方冠族。折节好学，有文武之才。前凉张天锡时担任冠军将军、记室参军，转任禁中录事、羽林左监，有勤干之称。出为西郡太守、武威郡太守、典戎校尉，政务宽和，被地方敬重。前秦苻坚灭前凉，以索泮为河西德望，非常赏识索泮，授为别驾。淝水之战后，苻丕任索泮为建威将军、西郡太守。吕光从西域回攻姑臧（今甘肃省武威市），建立后凉，索泮守郡不降。吕光破城获索泮，将其俘杀。